# أو جاس
أو جاس، (بالروسية: ОГАС، اختصارًا لعبارة Общегосударственная автоматизированная система учёта и обработки информации)، النظام الآلي الوطني للحوسبة ومعالجة المعلومات كان مشروعًا سوفيتيًّا لإقامة شبكة حواسيب على نطاق وطني. بدأ في 1962 ولم يُمنح التمويل اللازم في 1970، كان واحدًا من بين عدد من المشاريع التي سعت لإقامة شبكة معلومات مشابهة لما أصبح عليه الإنترنت.
كان فيكتور جلوشكوف، المعماري الرئيسي وراء المشروع. ويُذكر أن مشروعًا مشابهًا سابقًا باسم النظام الآلي للإدارة الاقتصادية قد رُفض في 1959؛ بسبب المخاوف مما يتطلبه المشروع من مشاركة المعلومات من طرف العسكريين مع المخططين المدنيين. اقترح فيكتور جلوشكوف النظام في 1962، وكان المقترح شبكة ذات ثلاث طبقات، بمركز حاسوبي في موسكو، و200 مركز حاسوبي متوسط في مدن رئيسية أخرى و20,000 طرفية محلية في مواقع أخرى ذات أهمية اقتصادية، وتتصل هذه المراكز والطرفيات باستخدام البنية التحتية الهاتفية الموجودة بالفعل. وتسمح هذه الشبكة بأن يتصل أي من هذه المراكز والطرفيات بطرف آخر. اقترح جلوشكوف أيضًا أن يُستخدم هذا النظام لنقل الاتحاد السوفيتي ليصبح مجتمعًا لا يعتمد على النقود، باستعمال نظام للدفع الإلكتروني. لم يُكتب للمشروع النجاح إذ رُفض تمويله في 1970. وقد أقر المؤتمر 24 للحزب الشيوعي في 1971 خطة المشروع، لكنه تبنى فقط توسيع نظام إدارة المعلومات المحلية. سعى فيكتور جلوشكوف لإقامة مشروع شبكة آخر باسم ЕГСВЦ، والذي كان أيضًا محدود التمويل ولم يُنفذ. وبهذا أخفقت مشاريع شبكات الحاسوب السوفيتية فيما نجح المشروع الأمريكي أربانت.
بعض الليبراليين استهجنوا المشروع ورأوا فيه تحكمًا مركزيًّا مفرطًا، لكن المشروع فشل بسبب التدافع البيروقراطي بشأنه: إذ كان تحت رعاية إدارة الإحصاء المركزية، وبهذا لم ينل استحسان فاسيلي جاربوزوف، وزير المالية، الذي رأى فيه تهديدًا لوزارته. ومع فشل مشروع ЕГСВЦ اللاحق، أقيم مشروع في 1964 بقيادة نيكولاي فيدورينكو، سعى لإقامة شبكة معلومات تُستخدم في إدارة الاقتصاد المخطط للاتحاد السوفيتي. كان هذا المشروع ناجحًا على المستوى الأدنى لكنه لم يُنشر على نطاق واسع.
في 2016، نُشر كتاب في الولايات المتحدة تناول مشروع أوجاس، علقت عليه إم آي تي بالقول «المحاولات السوفيتية لإنشاء شبكة حواسيب وطنية أجهضت بواسطة اشتراكيين يبدو أنهم كانوا يتصرفون مثلما يتصرف الرأسماليون».

## استشهادات
1. ↑  أوگاس، أوجاس، أوغاس، أوقاس.
2. ↑  "لماذا فشلت شبكة الإنترنت السوفيتية في مهدها؟". بي بي سي عربي. 22 مارس 2017. مؤرشف من الأصل في 2020-08-07. اطلع عليه بتاريخ 2020-08-07.
3. ↑  Gerovitch، Slava (ديسمبر 2008). "InterNyet: why the Soviet Union did not build a nationwide computer network" (PDF). History and Technology. ج. 24 ع. 4: 335–50. DOI:10.1080/07341510802044736. ISSN:0734-1512. مؤرشف من الأصل (PDF) في 2019-08-19.
4. ↑  Peters، Benjamin (2008). "Why the Soviet Internet Failed" (PDF). MIT 6 Conference. معهد ماساتشوستس للتكنولوجيا. مؤرشف من الأصل (PDF) في 2016-04-03. اطلع عليه بتاريخ أغسطس 2020. {{استشهاد بدورية محكمة}}: تحقق من التاريخ في: |تاريخ الوصول= (مساعدة)